# Titularbistum Barata
Barata ist ein Titularbistum der römisch-katholischen Kirche.
Es geht zurück auf einen ehemaligen Bischofssitz in der antiken Stadt gleichen Namens in der kleinasiatischen Landschaft Pisidien bzw. Lykaonien in der heutigen südlichen Türkei. Es gehörte der Kirchenprovinz Iconium an.
| Titularbischöfe von Barata |                       |                                                                             |                   |                   |
| Nr.                        | Name                  | Amt                                                                         | von               | bis               |
| 1                          | Juan Casado Obispo OP | Apostolischer Vikar von Thái Binh (Französisch-Indochina, heute Vietnam)    | 9. März 1936      | 19. Januar 1941   |
| 2                          | Gaétan Pasotti SDB    | Apostolischer Vikar von Rajaburi (Thailand)                                 | 3. April 1941     | 3. September 1950 |
| 3                          | Mihály Endrey-Eipel   | Weihbischof in Eger, Weihbischof in Esztergom, Weihbischof in Pécs (Ungarn) | 20. November 1950 | 7. Januar 1975    |